# Батурино (Асиновский район)
Бату́рино — село в Асиновском районе Томской области. Административный центр Батуринского сельского поселения.

## География
Село находится в северной части Асиновского района, на берегу реки Чулым. Село окружают таёжные хвойные и смешанные леса.

## История
Село возникло в 1930-х годах как лесозаготовительная промартель, позже стало одним из мест ссылки спецпереселенцев. В 1941—1993 годах имело статус рабочего посёлка.

## Население
| 1939  | 1959  | 1970  | 1979  | 1989  | 2002  | 2010  |
| ----- | ----- | ----- | ----- | ----- | ----- | ----- |
| 3854  | ↗9403 | ↘3980 | ↘3012 | ↗3025 | ↘2082 | ↘1783 |
| 2012  | 2013  | 2014  | 2015  | 2019  | 2021  |       |
| ↘1741 | ↘1695 | ↘1640 | ↘1590 | ↘1391 | ↘1177 |       |

## Экономика
Основу экономики составляют сельское хозяйство, заготовка лесоматериалов и их первичная обработка. Также распространён сбор дикоросов.

## Инфраструктура
В селе действуют школа (МОУ «Школа села Батурино Асиновского района Томской области»), больница, пожарная часть.